# Prądzewo-Kopaczewo
Prądzewo-Kopaczewo – wieś sołecka w Polsce położona w województwie mazowieckim, w powiecie mińskim, w gminie Stanisławów
W latach 1975–1998 miejscowość administracyjnie należała do województwa siedleckiego.
| Symbol Ulicy | Nazwa ulicy              |
| ------------ | ------------------------ |
| 15211        | ul. Elizy Orzeszkowej    |
| 19834        | ul. Henryka Sienkiewicza |
| 21970        | ul. Szkolna              |

Wierni Kościoła rzymskokatolickiego należą do parafii św. Jana Chrzciciela i św. Stanisława BM w Stanisławowie.